# Diocesi di Lamzella
La diocesi di Lamzella (in latino Dioecesis Lamzellensis) è una sede soppressa e sede titolare della Chiesa cattolica.

## Storia
Lamzella, identificabile con Henchir-Resdis nell'odierna Algeria, è un'antica sede episcopale della provincia romana di Numidia.
Sono due i vescovi di Lamzella documentati con certezza. Il donatista Donaziano prese parte alla conferenza di Cartagine del 411, che vide riuniti assieme i vescovi cattolici e donatisti dell'Africa romana. Secondo la testimonianza di Aurelio di Macomades, il vescovo cattolico, Rufo, era deceduto da poco e tutto era già stato previsto per l'ordinazione del suo successore.
Nella discussione, il vescovo Aurelio affermò che Lamzelli, in basilica nostra positus est Gildo. Morcelli ne ha dedotto che Gildo fosse un vescovo di Lamzella, predecessore di Rufo, sepolto nella basilica della città; questa deduzione, condivisa da Toulotte, è messa in dubbio da Mesnage e Jaubert, per l'ambiguità della frase. Secondo Mandouze, Gildo sarebbe il prete che resse l'interim della diocesi alla morte di Rufo, in attesa dell'elezione del nuovo vescovo.
Dal 1933 Lamzella è annoverata tra le sedi vescovili titolari della Chiesa cattolica; dal 18 luglio 2023 il vescovo titolare è Matthew Gregory Elshoff, O.F.M.Cap., vescovo ausiliare di Los Angeles.

## Cronotassi

### Vescovi residenti
- Gildo ? †
- Rufo † (? - prima giugno 411 deceduto)
  - Donaziano † (menzionato nel 411) (vescovo donatista)

### Vescovi titolari
- Edward John Herrmann † (4 marzo 1966 - 22 giugno 1973 nominato vescovo di Columbus)
- Jean-Marie Untaani Compaoré † (17 maggio 1973 - 15 giugno 1979 nominato vescovo di Fada N'Gourma)
- Jean-Louis Plouffe (12 dicembre 1986 - 2 dicembre 1989 nominato vescovo di Sault Sainte Marie)
- Stephen Edward Blaire † (17 febbraio 1990 - 18 gennaio 1999 nominato vescovo di Stockton)
- Horacio Ernesto Benites Astoul † (16 marzo 1999 - 25 maggio 2016 deceduto)
- Thibault Verny (25 giugno 2016 - 11 maggio 2023 nominato arcivescovo di Chambéry e vescovo di San Giovanni di Moriana e Tarantasia)
- Matthew Gregory Elshoff, O.F.M.Cap., dal 18 luglio 2023